# Batu Tara
Il Batu Tara è uno stratovulcano situato sull'isola di Komba, nel Mar di Flores. Una fitta vegetazione ricopre i fianchi del Batu Tara dalla sua base fino alla cima (784 metri). 
La prima eruzione storicamente registrata, durata dal 1847 al 1852, ha prodotto esplosioni ed effusioni di lava.